# 星光迷乱
《星光迷乱》（英文：Étoile），又称《天鹅之死》，是1989年一部由詹妮弗·康纳利和盖瑞·麦克利里主演的电影。

## 主要情节
一位美国年轻人克莱尔·汉密尔顿（詹妮弗·康纳利 饰）来到了匈牙利布达佩斯的一家著名芭蕾舞学校学习。她在那里结识了正在参加艺术品拍卖，同样是来自于美国的年轻人杰森·弗莱斯特（盖瑞·麦克利里 饰）和他年迈的富豪叔叔奇奥·约书亚（查尔斯·德恩 饰）。而在一位黑衣陌生女子和另一位年轻人的拜访之后，克莱尔竟然无法自持地沉浸在柴可夫斯基的著名芭蕾舞剧“天鹅湖”之中，以至于她性格大变，开始称呼自己为“娜塔莉”，并完全不记得曾经见过杰森。杰森十分担心，并试图调查将克莱尔带到学校的神秘男子，这使他处于极度的危险之中。然而，他在克莱尔/娜塔莉即将表演柴可夫斯基芭蕾舞剧的老歌剧院发现的碗里装的东西却让他始料未及……

## 演员表
- 詹妮弗·康纳利 饰 克莱尔·汉密尔顿/娜塔莉·霍瓦特
- 盖瑞·麦克利里 饰 杰森·弗莱斯特
- 洛朗·特兹弗 饰 毛里斯·巴拉金
- 奥林匹娅·卡尔立斯 饰 夫人
- 查尔斯·德恩 饰 约书亚叔叔
- 唐纳德·霍德森 饰 卡尔